# サンクチュアリ・レコード
サンクチュアリ・レコード（Sanctuary Records）は、イギリスのレコード・レーベル。一時期、ユニバーサル・ミュージックの傘下に入っていたが、2013年にBMGライツ・マネージメントへ売却された。ユニバーサルに買収されるまでは世界最大の音楽マネージメント会社で、イギリス最大のインディーズ・レーベルであった。
ロッド・スモールウッドとアンディ・テイラーの2名がアイアン・メイデンのマネージメントを手がけることで躍進、彼らの楽曲「聖地へ (Sanctuary)」（アルバム『鋼鉄の処女』収録）に由来するレコード会社を設立するに至った。
2006年に共同設立者のひとりであるスモールウッドがアイアン・メイデンを引き連れて独立、翌2007年にはアメリカでの新規営業活動を停止するなど縮小が続き、ユニバーサル・ミュージックに4450万ポンドで買収されることが2007年6月に明らかになった。
所属アーティストはおよそ120組、楽曲カタログは世界最大の150,000曲超。傘下には Sanctuary Artist Management（アイアン・メイデン、ガンズ・アンド・ローゼズ、スリップノット）、Music World Entertainment（ビヨンセ、デスティニーズ・チャイルド）、Trinifold（ロバート・プラント、ザ・フー）などがある。

## 主なアーティスト
- 10cc
- アース・ウィンド・アンド・ファイアー
- アイアン・メイデン
- アンスラックス
- ガンズ・アンド・ローゼズ
- キッス
- キング・クリムゾン
- キンクス
- クイーンズライク
- ケリー・オズボーン
- ザ・ギャザリング
- ザ・フー
- ジェーンズ・アディクション
- シンプル・マインズ
- スーパー・ファーリー・アニマルズ
- ストロークス
- ステイタス・クォー
- ストラトヴァリウス
- スモール・フェイセス
- スリップノット
- スレイヤー
- セックス・ピストルズ
- デスティニーズ・チャイルド
- テスラ
- ドッケン
- トッド・ラングレン
- ドラゴンフォース
- ニール・ヤング
- ビヨンセ
- ビリー・アイドル
- ブラック・サバス
- ブロンディ
- ベル・アンド・セバスチャン
- ボブ・マーリー
- マニック・ストリート・プリーチャーズ
- メガデス
- モーターヘッド
- モリッシー
- ラッシュ
- リヴィング・カラー
- ルー・リード
- レーナード・スキナード
- ロバート・プラント